# 长白金莲花
长白金莲花（学名：Trollius japonicus）为毛茛科金莲花属下的一个种。

## 扩展阅读
- 維基物種上的相關：长白金莲花
- 维基共享资源上的相關多媒體資源：长白金莲花